# Didaskalije
Didaskalije (grč. διδασκαλία (didaskalía) – nauk, pouka) ili scenske upute su dijelovi dramskog teksta koji daju upute izvođačima pri interpretaciji i izvedbi djela, a koji nisu namijenjeni izgovaranju na sceni. Obuhvaćaju upute glumcima (obično navedene u zagradama, npr. geste i pokreti), naznake kada glumac ulazi ili izlazi sa scene, i sve druge vrste scenskih uputa (opisi ambijenta i scenografije, glazba, spuštanje zavjesa, itd.), a ponekad u širem smislu i imena likova ispred njihovih replika, oznake podjele na činove i prizore, te popis likova na početku teksta (dramatis personae).

## Povijest
Didaskalije nisu bile potrebne u antičkoj drami, jer je često dramatičar ujedno i pripremao izvedbe kao svojevrsni redatelj; stoga u tekstovima nema glumačkih uputa, podjele na činove i prizore, kao ni imena govornika. To povremeno otežava naknadnu rekonstrukciju izvorne dramske situacije, jer nije uvijek razvidno iz teksta koji je lik prisutan na pozornici ili koja replika pripada kojem licu. Priređivači suvremenih izdanja unose didaskalije, ali katkad ostaju dvojbe: primjerice, u slučaju Eshilovog Agamemnona (458. pr. Kr.) postoje neslaganja među priređivačima oko toga u kojem trenutku Klitemnestra prvi puta stupa na scenu.
Umjesto na scenske upute, u antičkoj Grčkoj pojam didaskalía odnosi se na popise drama s podacima o autorstvu, godinama izvedbi, glumcima, i uspjehu na dramskim natjecanjima. Grčka riječ također je označavala samu pripremu, poučavanje kora za izvedbu, a osoba (obično dramatičar) koja je vodila pripremu izvedbe nazivala se διδάσκαλος (didáskalos = učitelj).
Od srednjeg vijeka do 19. stoljeća didaskalije su pretežno funkcionalne i opsegom nevelike. Mnogi klasicistički dramatičari i teoretičari, nastojeći slijediti antičke uzore, smatraju da sav bitan sadržaj mora biti izražen u replikama likova, bez dodatnih uputa. Ipak, usložnjavanjem i individualiziranjem psihologije likova, te jačanjem autorske uloge kazališnog redatelja, u 18. i 19. stoljeću raste i potreba za opsežnijim didaskalijama koje će anticipirati izvedbene probleme i mogućnosti teksta. U 19. i osobito 20. stoljeću didaskalije mogu biti ne samo scenski funkcionalne, nego i toliko opsežne i literarno oblikovane da estetski postaju podjednako bitne kao i replike, a dramski tekst postaje namijenjen ne samo izvedbi nego i čitanju. Klasična uloga didaskalija kao nescenskog teksta u modernom se teatru može i negirati: pojedini su redatelji davali glumcima da izgovaraju i didaskalije, a Bertolt Brecht ih je prikazivao kao natpise na pozornici.

## Primjeri
- anonimni autor, Muka svete Margarite (oko 1500.):[10]

To rekši, drakun otvori usta i požri svetu Margaritu, a ona se prekriži u njem i tudje puknu drakun, a ona izajde vanka, i toti djaval dojde, i tako ona kleče govori:
Hvaleć slavim, Gospodine,
tvoje ime doistine,
kî usliši molbu moju
i posluša kripost tvoju.
(drakun = zmaj, kleče = klečeći)
- Marin Držić, Tirena (1551.) (izvornim pravopisom):[11]

G. Suſe vech niſu ouoi scto liuam nis obras
Suſama nepokoi oblahscia koi cias;
(Ime lika označeno je samo inicijalom: ⟨G.⟩ = Gliubmir = Ljubmir.)
- Tituš Brezovački, Matijaš Grabancijaš dijak (1804.):[12]

Lazo: Sad ću ti kazat, tko sam.
Gajo: Gurzus, drugo ništa.
Lazo (šupi ga za vuho i reče): Baš nešto više.
Gajo (šupi njega i reče): I ja toliko.
- Ivo Vojnović, Allons enfants!... (1902.):[13]

ORSAT (sklopio je za čas oči, kao od velike umornosti, pak sio, naslonio glavu na ruku, onda rastegnuto, nekako tupo, nehajno). Umiri prije nju — pak dođi!
LUCIJA (mirno). Hoću, gosparu!
(Ode.)
ORSAT (ostao je sâm na istome mjestu, u istoj pozi, nemoćan da se digne, da otrese svu gorku slabost, što ga je najedanput svalila. Kao kroz san). Dešo!... Dešo... nesuđenico! — i tebe sad da zazovem: »Pomozi mi da podignem križ koji me oborio na tle!« — ne — ne!... niti ne bi odgovorila... (gorko i prezirno, zagledavši se u novu misao, koja ga muči) Ah!... kako je grubo gledat ovu strašivu, nečasnu smrt — — smrt starežina!...